# Fezouane
Fezouane (franska: Fezouane (CR), Fezouane (Commune Rurale), arabiska: اغبال) är en kommun i Marocko.   Den ligger i provinsen Berkane och regionen Oriental, i den nordöstra delen av landet, 400 km öster om huvudstaden Rabat. Antalet invånare är 10 293.